# Marcello Alessio
Marcello Alessio (Stura di Montiglio, 15 luglio 1863 – Alassio, 23 febbraio 1938) è stato un imprenditore italiano.

## Biografia
Nacque a Stura, frazione di Montiglio Monferrato, il 15 luglio 1863.
Fu apprendista presso una carrozzeria torinese, la Locati & Torretta, ed iniziò poi una sua attività autonoma culminata nella costituzione della Carrozzeria Alessio a Torino. Ottenne nel 1898 un premio alla mostra torinese di carrozzeria mentre i suoi prodotti furono particolarmente apprezzati alla prima edizione del Salone dell'automobile torinese, tanto che nel 1906 risultò tra i principali fornitori delle principali aziende automobilistiche italiane, come FIAT e Bianchi.
L'azienda ebbe quindi un discreto successo, che portò alla creazione di filiali a Roma e Napoli, ma già intorno al 1912 iniziò il suo declino, che portò Alessio a ritirarsi dagli affari per trasferirsi ad Alassio, dove morì il 23 febbraio 1938.